# 브라우저 전쟁
브라우저 전쟁(Browser Wars)은 웹 브라우저 시장에서 웹 브라우저들이 점유율 경쟁을 하는 것을 말한다. 브라우저 전쟁은 1990년대 후반에 마이크로소프트의 인터넷 익스플로러와 넷스케이프 두 브라우저간 경쟁을 지칭하였고, 넷스케이프가 거의 몰락하고 인터넷 익스플로러가 웹 브라우저 시장을 독점한 2003년 이후, 모질라 파이어폭스, 구글 크롬, 사파리, 오페라와 같은 신흥 브라우저와 인터넷 익스플로러간 경쟁을 말한다.

## 배경

1994년부터 2009년 2분기까지 레이아웃 엔진/웹 브라우저의 사용자 비율을 나타낸 그래프.

1980년대 후반 팀 버너스리는 인터넷 기반 하이퍼텍스트 시스템인 월드 와이드 웹을 개발했다.1991년 팀 버너스리는 월드와이드웹이라는 세계 최초의 웹 브라우저를 소개하였다. (후에 '월드 와이드 웹'과 용어 충돌을 피하기 위해 넥서스(Nexus)로 이름을 바꾸었다.)
1992년 말 유닉스 진영에서는 라인 모드 브라우저(Line mode browser), ViolaWWW, Erwise 등 libwww 라이브러리를 기반으로 하는 브라우저들이 출현했다. 그리고 매킨토시 진영에서는 MidasWWW, MacWWW과 같은 맥에서 동작하는 브라우저들이 출현했다. 수많은 브라우저들이 출현함으로써 이때부터 브라우저 전쟁이 시작되었다.

## 같이 보기
- 웹 브라우저 연대표
- 웹 브라우저
- 웹 브라우저 시장 점유율